# The Incredible Hulk (serie de televisión de 1978)

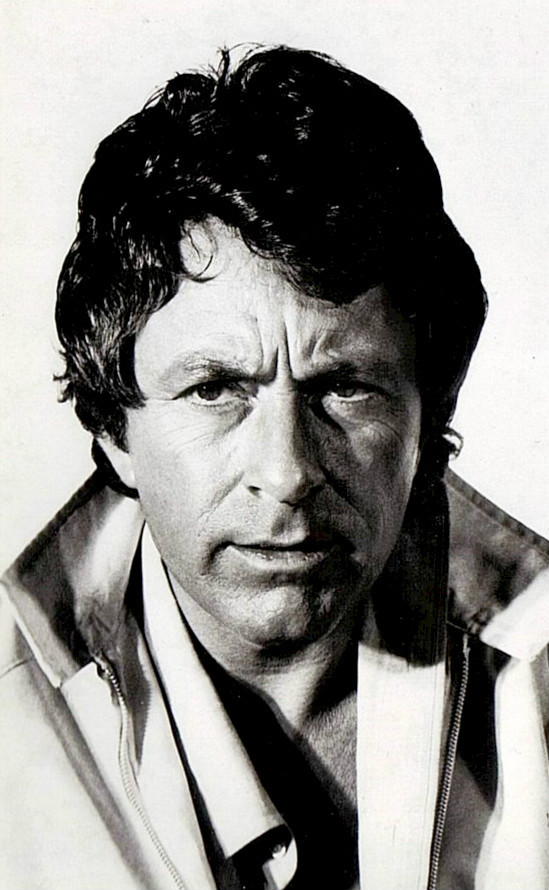
Bill Bixby interpretando al doctor “David Banner”.

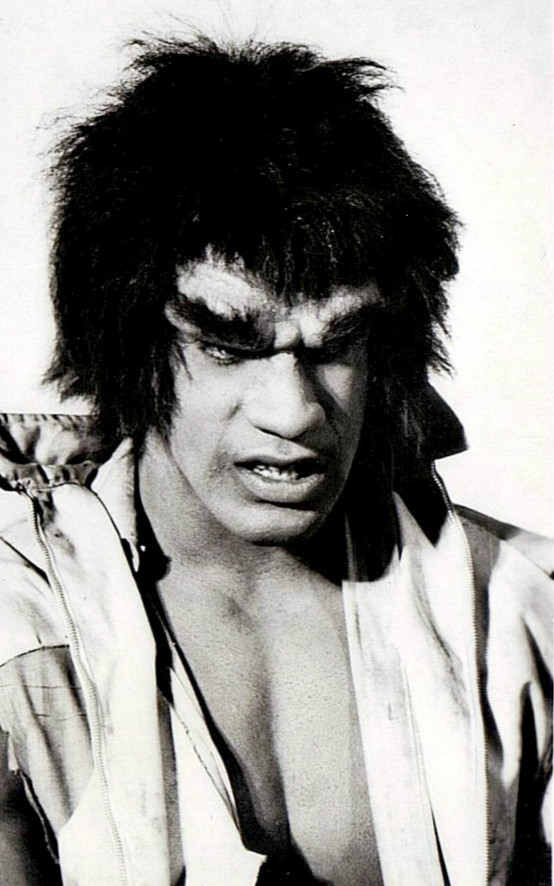
Lou Ferrigno interpretando a “Hulk” (la criatura).

Jack Colvin, quien interpretó al periodista Jack McGee del National Register.

The Incredible Hulk (El Increíble Hulk en España y El Hombre Increíble en México y el resto de Hispanoamérica), es una serie de televisión estadounidense basado en el personaje de Marvel Comics, protagonizado por Bill Bixby como el Dr. David Banner y Lou Ferrigno como Hulk, y Jack Colvin como el reportero Jack McGee del periódico National Register. 
Los 82 episodios de la serie fueron transmitidos originalmente por CBS durante cinco temporadas desde 1977 hasta 1982. Fue desarrollado y producido por Kenneth Johnson, quien también escribió o dirigió algunos episodios.

## Preproducción y desarrollo
A principios de 1977, el gerente de Universal Television Frank Price ofreció al guionista Kenneth Johnson, exitoso creador de The Bionic Woman y V-Invasión Extraterrestre, un contrato para crear una serie de televisión basada en cualquiera de los personajes de Marvel Comics, las cuales él había comprado los derechos. Johnson inicialmente rechazó la oferta pero, tras haber leído Los miserables, cambió de opinión y tomó la iniciativa para adaptar a Hulk.
En primer lugar y quizás uno de los hechos más notables, es que Johnson cambió el nombre original del protagonista a David Bruce Banner (su primer nombre era Robert en los cómics). El cambio, según Johnson, se justificó para que la serie no se viera como una serie de cómics; de igual forma, la mayoría de los nombres de varios personajes de los cómics también se cambiaron. En el comentario del DVD hablando sobre el piloto, Johnson agregó el nombre como tributo a su fallecido hijo David. También para diferenciarse del estilo que Stan Lee había impulsado para el nombre de los personajes (aliteración), el nombre del personaje principal fue modificado, de Bruce Banner a David Banner. También tuvo que omitir a varios personajes importantes del cómic del personaje como Betty Ross, Rick Jones, Thunderbolt Ross, Doctor Samson y Glenn Talbot y la creación del personaje original, Jack McGee.
En vez de que el doctor sea expuesto a la radiación gamma gracias a una explosión atómica, Banner tiene una sobredosis accidental de la misma pero en su propio laboratorio, para crear un grado de realismo; en vez de ser visto como investigador de energía nuclear, el personaje es un médico. Y la gran mayoría de los elementos de fantasía de los cómics fueron omitidos, con la excepción de la transformación del personaje.

## Premisa
Tras la muerte de su mujer en un accidente de tráfico en el que él no pudo hacer nada, el científico David Bruce Banner (Bill Bixby) decide investigar sobre esos momentos de adrenalina, en los que los humanos pueden obtener una fuerza sobrenatural con tal de ayudar en un futuro a personas cercanas a la muerte, junto con la doctora Elaina Marks Susan Sullivan. Después de descubrir en su laboratorio, la presencia de un gen especial en la sangre y lo que es capaz de conseguir esto, exponerse a rayos gamma del sol en forma natural, él experimenta con  una dosis radiactiva de 300 000 rayos gamma, Banner accidentalmente recibe una dosis muy superior a la recomendada: 2 000 000. 
En una noche lluviosa al salir del laboratorio, se pincha una rueda del coche y al cambiarla sufre un pequeño accidente que lo llena de ira, junto al coche, una ira que le cambia el color de los ojos, le vuelve la piel verdosa y gana muchísima masa muscular. Es incapaz de controlar su ira, que le hace golpear y lanzar su coche por los aires, luego se va caminando por el bosque y al amanecer, se encuentra con una niña y su padre, pescando junto a un lago, el cual le dispara y le hace caer al agua. Se despierta después de varias horas como David Banner, sin saber qué ha ocurrido.
Poco a poco va cobrando conciencia de lo sucedido y, con la ayuda de su compañera, la doctora Elaina Marks, llega a la conclusión de que el cambio se produce en un momento de ira o fuerte estrés. La investigación se ve interrumpida por la llegada del reportero Jack McGee, quien sigue a Banner desde hace un tiempo. Cierto día en las investigaciones del laboratorio hay una explosión (causada por Jack McGee), que hiere de muerte a Elaina. Hulk (Lou Ferrigno) es quien la rescata del edificio, pero no logra salvar su vida. Hulk es acusado por McGee de ser el culpable. 
Dado por muerto como su compañera en la explosión del laboratorio, como desaparecido, Banner inicia una vida nómada como álter-ego de Hulk, con tal de domar su espíritu salvaje y encontrar una cura para su mutación; también huye del periodista McGee, declara a la policía todo lo sucedido, quien persigue obsesivamente a la misteriosa criatura por todo el país, tanto para evitar más violencia como para darle legitimidad a su historia.

## Reparto
Para el papel de David Bruce Banner, la cadena consideró a Larry Hagman, de fama por protagonizar I Dream of Jeannie (Mi bella genio), como el más probable para ganar el papel, pero este resultó estar ocupado. Johnson, por lo tanto, consideró al actor veterano Bill Bixby para el papel tras haberlo visto haciendo una prueba para el mismo. Inicialmente Bixby no quería hacerlo; pero tras revisar el guion, cambia de opinión.
Jack Colvin fue contratado para el papel de Jack McGee, un periodista que investiga tanto a Banner como a Hulk, sin darse cuenta de que los dos son la misma persona. Pero el reto principal fue buscar un actor para interpretar a Hulk. Arnold Schwarzenegger hizo una prueba, pero fue rechazado por su baja estatura. El papel fue inicialmente ofrecido a Richard Kiel, quien aceptó el papel, pero a los pocos días de filmación fue despedido debido a que no tenía el físico del personaje. Finalmente el papel fue ofrecido al fisicoculturista Lou Ferrigno y lo aceptó.
| Actor        | Personaje          |
| ------------ | ------------------ |
| Bill Bixby   | David Bruce Banner |
| Lou Ferrigno | Hulk               |
| Jack Colvin  | Jack McGee         |

## Películas post-serie
La serie fue cancelada en 1982 en la quinta temporada. Años más tarde le siguieron tres películas para televisión, que en un principio servirían como relanzamiento de una nueva serie con el monstruo esmeralda. Las películas son:
- The Incredible Hulk Returns, (1988) donde aparece el personaje de Thor, mostrado como un antiguo vikingo borracho, mujeriego y separado de su alter ego el Dr. Donald Blake quien aquí es un exalumno de Banner. También actúa por última vez Jack Colvin como Jack McGee.
- The Trial of the Incredible Hulk, (1989). Con la aparición del superhéroe Daredevil y del villano Kingpin.
- The Death of the Incredible Hulk, (1990). Aparece una versión bastante modificada de la Viuda Negra que tiene un romance con David Banner. En la escena final Hulk está en un avión que explota en el aire y, mortalmente herido, cae desde las alturas siendo el golpe final el choque contra el suelo. Con el último aliento ya vuelto a ser David Banner exclama "…soy libre…".
Se esperaba un nuevo film piloto para la nueva serie, la cual llevaría por título Rebirth of the Incredible Hulk, pero la repentina muerte de Bill Bixby debido a su cáncer de próstata, hizo cancelar el proyecto.

## Tema musical
La pieza instrumental de piano The Lonely Man Theme, compuesta por Joseph Harnell, fue utilizada luego de la finalización de cada capítulo de la serie mientras se muestran los créditos. El mismo motivo musical de dicha pieza se escucha también en la melodía orquestal del logotipo de Universal MCA que aparece después de finalizar los créditos.
- Datos: Q670579